# Bowery Amphitheatre
El Bowery Amphitheatre fue un edificio en el barrio neoyorquino de Bowery. Estuvo ubicado en los números 37 y 39 del Bowery, al frente del Bowery Theatre. Bajo la administración de varias personas, la estructura sirvió como un circo, casa de fieras, teatro, a pista de patinaje, y una sede de la Peniel Mission. La ubicación hoy es parte de la Confucius Plaza.

## Formación durante el apogeo del minstrel
Un grupo de hombres de negocios neoyorquinos conocidos como el Zoological Institute o los Flatfoots construyeron la estructura en 1833 como lugar para una casa de fieras y con peformances circenses. En 1835, el sitio fue convertido en un anfiteatro con un escenario y un aro de circo y su nombre fue cambiado a Bowery Amphitheatre. June, Titus, Angevine & Co. fueron residentes de ese local con su show ecuestre.
Los propietarios cambiaron el nombre nuevamente en noviembre de 1842 a "Anfiteatro de la República". John Tryon alquiló el edificio el año siguiente, manteniendo a su operador hasta 1848. Luego de una performance de los Virginia Minstrels el 6 de febrero de 1843, Tryon dedicó a la estructura a shows de minstrel, renombrándolo como el New Knickerbocker Theatre en 1844.

## Posteriores administraciones
En 1849, el edificio volvió a convertirse en una casa de fiera, este tiempo bajo la administracióni de June & Titus. El nuevo giro no colmó las expectativas así que en 1851 el anfiteatro se convirtió en un circo. La compañía de circo de Seth B. Howe se convirtió en un espectáculo habitural. Durante la temporada 1852-1853, los actos regulares incluyen los cirtos de Richard Sands & Co. y John J. Nathans & Co. La siguiente temporada vio un retorno a las exhibiciones ecuestres bajo la administración de Henry P. Madigan y Den W. Stone.
Durante el verano de 1854, los alemanes Seigrist y Otto Hoym alquilaron el anfiteatro y lo reconstruyeron. Se abrió el 20 de octubre de 1854 como el Stadt Theater. El Stadt se especializó en espectáculos en idioma alemán, pero también mostró drama británico y estadounidense. Una sucesión de administradores mantuvo esta mixtura hasta la temporada 1863-1864, cuando el Stadt Theater se mudó al 45 de Bowery, donde se mantuvo por 8 años, antes de regresar a su ubicación original. Adolf Neuendorff dirigió el Stadt de 1863 a 1867. En 1871 fue el escenario para la primera performance de la ópera de Richard Wagner Lohengrin.
El 3 de septiembre de 1864, el teatro en el 37 de Bowery se hizo conocido como el Varieties, dando espectáculo de variedades como su principal atracción. Esto se mantuvo hasta mediados de octubre de 1865, cuando A. Montpelier se convirtió en el administrador y el propietario. Renombró el edificio como la Montpelier's Opera House, a pesar de que mantuvo el énfasis en vareidades y melodrama. Montpelier cambió el nombre una vez más el 20 de noviembre de 1865. El New National Circus se mantuvo abierto por seis semanas hasta su último cambio como un local de entretenimiento. La estructura se convirtió en un arsenal en 1866.[cita requerida]
Cuando el Stadt volvió a abrir en 1872, el teatro dio la primera performance estadounidense de la obra "El murciélago" de Johann Strauss II el 21 de noviembre de 1874. Para 1880 el nombre fue cambiado a Windsor Theater (bajo la administración de John A. Stevens), que se incendió en noviembre de 1883, pero fue reconstruido y en 1885 se convirtió en la pista de patinaje Windsor Roller Skating Rink. Reabrió como el Windsor Theater el 8 de febrero de 1886.
El 27 de marzo de 1893, el teatro reabrió como un teatro hebreo bajo la administración de Sigmund Magulesko, Isidore Lindeman, y Joseph Levy.
En diciembre de 1897, el 39 Bowery se convirtió en la primera oficina en la costa este de la Peniel Mission. Fue dirigida por A. W. Dennet, que lo renombró como la Peniel Josephine Mission en honor de su esposa. El 30 de noviembre de 1900, Dennet cambió su empresa a la Ragged Church, que cerró, sin embargo, luego de sólo dos años. El sitio hoy es parte del complejo Confucius Plaza.